# Bedřich Vilém Košut
Bedřich Vilém Košut (24. února 1819 Černilov – 3. dubna 1893 Ellern u Mohuče) byl český evangelický teolog, duchovní, spisovatel a publicita. Stal se okolo roku 1848 jednou z vůdčích osobností tolerované evangelické církve a kvůli svému vlasteneckému působení vzbudil nelibost vídeňské vlády, proto byl suspendován. Později pak (1851) byl odsouzen vojenským soudem a internován v Korutanech. Po propuštění se vystěhoval do Porýní-Falce, kde i zemřel.

## Život

### Mládí
Narodil se v Černilově nedaleko Hradce Králové do české tradičně evangelické rodiny, v minulosti postižené náboženskou perzekucí vůči protežovanému katolicismu. Košutové byli usedlí ve Vsatské Lhotě, patřili ke skryté církvi a Martin Košut, pradědeček Bedřicha Viléma byl sťat mečem pro rebelantství. Tomáš Košut, dědeček Bedřicha Viléma, byl i se svým bratrem Matoušem vyhoštěn a rodinný grunt ve Lhotě byl Košutům v roce 1781 zkonfiskován. Stalo se tak na popud Jana Leopolda Haye kvůli aktivitám bratrů při Valašské povstání. Otec Bedřicha Viléma se jmenoval Jan a jako desetiletý byl tajně převezen na Slovensko, kde vystudoval bohosloví.
Bedřich Vilém Košut studoval teologii v Prešpurku (Bratislava) a ve Vídni, vysvěcen na kněze byl roku 1842. Následně působil jako vikář u svého bratra v Krouně, posléze působil ve Sněžném u Nového Města na Moravě a Veselí u Kunštátu, kde na sebe poprvé upozornil jako výrazný kazatel a řečník, ale pro neshody s nadřízenými místo opustil.

### V Praze
Přesunul se roku 1846 do Prahy a kolem revolučního roku 1848 se výrazně zapojil do snah o vytvoření samostatného českého evangelického sboru helvetského. Stal se členem náboženské sekce Národního výboru, kde prosazoval obnovu Rudolfova majestátu z roku 1609 garantující náboženské svobody ad... V roce 1849 začal vydávat s farářem a teologem Josefem Růžičkou první český evangelický časopis nazvaný Českobratrský hlasatel. Navrhoval také sjednocení českojazyčných sborů obou tolerovaných evangelických církví "v jednu Českobratrskou církev". V srpnu roku 1850 jakožto soukromník zakoupil odsvěcený kostel svatého Klimenta na Novém Městě za 27 500 zlatých získaných sbírkou od věřících, kde byly nadále pořádány bohoslužby, čímž byl vytvořen pražský evangelický sbor.

### Vyhnanství
Během nástupu tzv. Bachova absolutismu byl Košut roku 1851 zatčen a souzen za držení zakázaných tiskovin a protirakouskou činnost. Po odsouzení pak strávil čtyři roky ve vězení v jihorakouském Klagenfurtu a posléze dostal zákaz působit v církvi. Následně odešel do nábožensky liberálnějšího Německa, kde působil jako duchovní a zároveň se věnoval publicistické činnosti. I v této době se čile zajímal o osudy české evangelické církve a přispíval do časopisů, které vydával jeho bratr Benjamin. Jeho příspěvky měly polemický charakter a útočily na probuzenecké a konfesionalistické hnutí, které byly prý do českého prostředí vnášeny zvenčí. Košut naproti tomu zdůrazňoval českobratrskou tradici, kterou ovšem vnímal z pohledu svého racionalisticko-liberálního postoje.

### Úmrtí
Bedřich Vilém Košut zemřel (u svého syna) dne 3. dubna 1893 v Ellernu v Porýní ve věku 84 let.
Sbor v klimentském kostele později vedl jeho mladší bratr Benjamin Košut.

## Dílo
- Historie založení Evangelické církve helvetského vyznání v Praze (1862)
- Můj žalář a mé vyhnanství (vydáno 1911)[10]